# Claudia Conserva
Claudia Marcela Conserva Pérez (Santiago de Chile, 12 de janeiro de 1974) é uma apresentadora e actriz  albano-chilena.
Estudou ballet e trabalhou na publicidade e programas da televisão quando era uma criança. Em 1990 ganhou Miss 17 . Encontrou-se com o seu marido Felipe Camiroaga em Jóvenes extra  (Chilevisión). Têm duas crianças.

## Séries
| Anno | Serie                    | Personagem    | Canal    |
| ---- | ------------------------ | ------------- | -------- |
| 1995 | El amor está de moda     |               | Canal 13 |
| 1996 | Marron Glacé, el regreso |               | Canal 13 |
| 1997 | Eclipse de Luna          |               | Canal 13 |
| 1998 | Amándote                 |               | Canal 13 |
| 1999 | Fuera de Control         | Carrie Castro | Canal 13 |

## Programas de televisão
| Programa            | Canle    |
| ------------------- | -------- |
| Extra-Jóvenes       | Canal 11 |
| La Muela del Juicio | Canal 11 |
| Maravillozoo        | Canal 13 |
| Video Loco          | Canal 13 |
| Verte Crecer        | Canal 13 |
| Desde la Terraza    | Canal 13 |
| Bravo Bravísimo     | Canal 13 |
| Pollo en Conserva   | RedTV    |